# 井筒 (能)
『井筒』 (いづつ) は、能の曲の一つである。世阿弥の作で、自身でこの曲を「上花也」（最上級の作品である）と自賛するほどの自信作であった。若い女性をシテとした本鬘物で、序ノ舞を舞う大小ものである。戦後は「本曲は能を代表する作品という評価が定着している」。

## 物語
本作は帰らぬ夫を待ち続ける女の霊を描いたもので、寂しさと喪失感に耐えながらなおも夫を待ち続ける美しい愛情が主題である。
伊勢物語の23段「筒井筒」を元に構成されており、前場で伊勢物語で描かれた夫との恋が懐かしく回想される。後場では寂しさの高じた女が夫の形見の衣装を身にまとい、夫への思いを募らせながら舞を舞う。これは（多くの場合）男性が女装して演ずる主人公が、更に男装する事を意味し、この男女一体の舞が本作の特徴である。
なお、題名の「井筒」とは井戸の周りの枠のことで、主人公の女にとっては子供の頃に夫と遊んだ思い出の井戸である。
伊勢物語の各段の主人公は在原業平と同一視される事が多いが、本作でもこれを踏襲し、主人公夫婦を業平とその妻（紀の有常の息女。以下、紀有常女）と同一視している。それゆえ本曲は業平の古今集の歌や、業平の歌への古今集の評価を曲中で用いるなど業平伝説を引用して本曲を作りあげている。

### 登場人物
- 前シテ: 里の女（化身）
- 後シテ: 井筒の女（霊）
- ワキ: 旅の僧
- アイ: 里の男

### 前場
それは物寂しい秋の日の事だった。旅の僧が大和国石上にある在原寺に立ち寄った。そこは昔、在原業平とその妻が住んでいた所だったが、今はもうその面影は無く、あたりには草が茫々と生えていた。在原寺はすでに廃寺になっており、業平とその妻との名残の井筒からも一叢のすすきがのびていた。
僧が業平夫婦を弔っていると、どこからともなく里の女(実は業平の妻の霊)が現れ、業平の古塚に花水を手向ける。僧が彼女に話しかけると、彼女は業平の妻である事を隠しつつも、想い出の井筒を見つめ、僧に促されるまま、業平と過ごした日々を語りだす。
彼女が言うには、業平は妻と仲むつまじく暮らしながらも他の女のもとにも通っていたのだが、ひたむきに彼を待ち続ける妻の心根にうたれ、女のもとへは通わなくなったのだという(詳細は筒井筒参照)。「もっと業平の事を教えてください」、僧にそう促されると、彼女は業平との馴れ初めを語りだした。
「昔この国には幼なじみの男女がいました。二人は井筒のまわりで仲良く語り合ったり、水面に姿を移して遊んだりしていましたが、年頃になると、互いに恥ずかしくなり疎遠になってしまいました。しかしあるとき、男がこんな歌を女に送ったのです。
```
筒井筒 井筒にかけし まろがたけ 生いにけりしな 妹見ざるまに

昔あなたと遊んでいた幼い日に、井筒と背比べした私の背丈はずっと高くなりましたよ。あなたと会わずに過ごしているうちに
[
4
]
```

女は男に歌を返しました。
```
くらべこし 振分髪も 肩すぎぬ 君ならずして 誰かあぐべき

あなたと比べあった、振り分け髪も肩を過ぎてすっかり長くなりました。その髪を妻として結い上げるのはあなたをおいてはありえません
[
4
]
```

こうして二人は結ばれたのだという。
最後に彼女は自分が業平の妻(の霊)である事をあかし、どこへともなく去ってゆく。
(ここで片幕で舞台に登場していたアイの居語（いがたり）となる。間狂言の口から同様の物語が語られる。)

### 後場
その晩、僧が床につくと、夢の中に先の女が現れる。夢の中で彼女は、夫・業平の形見の衣装を着ていた。

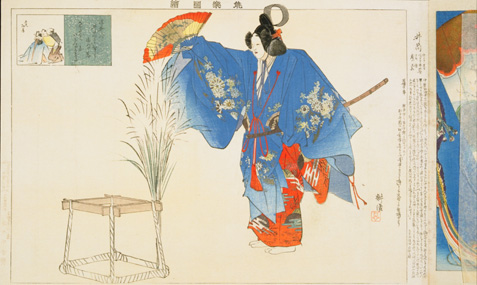
業平を想い舞を舞うシテ
「能楽図絵二百五十番」月岡耕漁

「昔あの人と暮らした在原寺で、こうして昔を今に返すように舞っていると、井筒に映る月影のさやかな事…」そうつぶやいた彼女の思いは次第に過去へと遡っていった。
「月はあなたのいらした頃の月と同じでしょうか、春はあなたのいらした頃の春と同じでしょうか…、そう詠みながらあなたを待ち続けたのはいつの事だったでしょうか…」
「筒井筒…」彼女は思い出の歌をくちずさむ。
「…井筒にかけしまろがたけ、生（お）いにけらしな…」そう詠んだ彼女は、自分がいつの間にか老（お）いてしまった事に気づかされる。
彼女の足は、自然に思い出の井筒へと向かう。そして業平の直衣を身に着けたその姿で、子供の頃業平としたように、自分の姿を水面にうつす。そこに映るのは、女の姿とは思えない、男そのもの、業平の面影だった。
舞台は一瞬静寂につつまれる。
「なんて懐かしい…」そう呟いて、彼女は泣きくずれる。そして萎む花が匂いだけを残すかのように彼女は消え、夜明けの鐘とともに僧は目覚めるのだった。

## 和歌
井筒では数々の和歌が引用されている。
まず前段、シテの女が僧に夫との想い出を話す中、女はむかし夫に詠んだ歌を回想する
```
伊勢物語23段「
筒井筒
」

風吹けば 沖つ白浪 竜田山 夜半にや君が ひとりこゆらん

風が吹くと沖の白波が立つ、ではないがその龍田山を越えて、夜道をあの人が一人でいくのが心配だなあ。
[
5
]
```

そして「筒井筒」と「くらべこし」が詠まれたあと、女は去ってゆく。
後段、夫の直衣を身に着けて女が僧の夢の中に現れたとき、帰らぬ夫を待ち続けた頃に詠んだ歌を思い出す
```
伊勢物語17段

徒なりと 名にこそ立てれ 櫻花 年に稀なる 人も待ちけり

風にすぐ散ってしまう桜は不実だと言われていますが、一年のうち滅多に来ないあなたをもちゃんと待ってこのようにきれいに咲いているのですよ。私の事を不実だとおっしゃるけれど、あなたのほうがよほどそうです。
[
6
]
```

こう詠んだ為、自分は「人待つ女」とも呼ばれたのだと語る。
そして「筒井筒の昔から「真弓槻弓年を経」た今、夫の真似をして舞いを舞ってみよう」と呟いて舞いはじめる。(24段の物語の詳細は「解釈」の節を参照)
```
伊勢物語24段

梓弓 真弓槻弓 年を経て 我がせしがごと うるはしみせよ

誰が夫でもよい。その人と長い年月連れ添って、わたしがあなたをいとしんだように、新しい夫と仲よくしなさい
[
7
]
```

月の光に照らされながら舞っているうちに女は「「月やあらぬ 春や昔」と詠んだのはいつのことだろうか」と呟く。
```
伊勢物語4段

月やあらぬ 春や昔の 春ならぬ 我が身ひとつは もとの身にして

月は昔と同じ月ではないのだろうか、春は昔と同じ春ではないのだろうか。あの方のいらっしゃらない今、一人で眺める月も過ごす春も、去年とは違うように感じられるが、私だけは今もあなたを想い続けている
[
8
]
```

こうして待つ事の辛さを詠んだ歌が回想された後、最後に再び「筒井筒」の歌が詠まれ、「生(お)いにけらしな」という言葉から自分が老いてしまった事に気付く。
そして彼女が想い出の井筒をのぞきこむと、そこに夫の面影を見出し、泣きくずれるのである。

## 成立と展開

### 作者
世阿弥の著書『五音』に作者名なしで挙げられているため、世阿弥の作と考えられる。なぜなら『五音』は「当道ノ音曲」に関して書かれた著書であり、謡曲の一節が「亡父曲付」「十郎元雅曲」等と作者名として挙げつつ紹介しているが、それらの中に作者名が書かれていないもののあり、こうしたものの中には他の伝書で世阿弥自身の作である事が確認される事が多いためである。作者付では『能本作者註文』、『いろは作者註文』、『歌謡作者考』、『自家伝抄』、『二百番謡曲目録』に世阿弥作とある。
また本作は世阿弥晩年の作と考えられる。なぜなら世阿弥が中期に書いた著書『三道』には本曲の名前は乗っておらず、最晩年に書かれた『申楽談儀』に初めてその名が見えるからである。
世阿弥作である事が確実視される曲の中で若い女をシテとしたものは極めて少ないが、本曲はその数少ない例にあたる。
本曲は世阿弥自身が申楽談儀でこの曲を「上花也」（最上級の作品である）と自賛するほどの自信作であった。また世阿弥は同書で本曲の事を「通盛」とともに「直（すぐ）なる能」とも述べている。「「直なる能」とは、あまり手のこんだ趣向を凝らさず、「主題がストレートに打ち出されている能」の謂かと思われ」、事実本曲は「直なる能」という評価にふさわしい内容となっている。

### 成立
本曲は上述した『伊勢物語』23段の他に、17段、24段からも歌を取っており、これに「鎌倉後期には成立した『伊勢物語』の古注などを用いて作成されている」。主人公夫婦を業平と紀有常女の夫婦と同一視するのも古注による。
本曲に採られている『伊勢物語』の前述した3つの段の女性を全て紀有常女と見るのは古注では『冷泉家流伊勢物語抄』のみに見られ、『井筒』は本書ないしそれに内容が近い注釈書を典拠にしたと考えられる。
また「人待つ女」としての紀有常女には『伊勢物語知顕集』の影響も考えられる。
この二つの古注では『井筒』と同じく紀有常女を「幼なじみ」、「人待つ女」見なしているが、その一方で『井筒』に採られていない段に出てくる女をも紀有常女と見なしている関係上、紀有常女を「あだ」（浮気者）な「正妻」とも見なしている。そしてこの事が紀有常女の当時におけるマイナスイメージに繋がっていた。
『井筒』では前述した3つの段だけを採りあげる事で「幼なじみ」、「人待つ女」としての紀有常女を造形したといえる。こうした造形は『井筒』の半世紀後に成立した『伊勢物語宗長聞書』にも反映されており、『井筒』の紀有常女像が世間に浸透していった事がうかがえる。
なお、『井筒』は『伊勢物語』そのものではなく、古注が原拠になっていると解される箇所があり、「古注の中には『伊勢物語』所収の歌と『井筒』に引かれる歌との異同の説明がつくものがある」。例えは原典では「筒井筒」という言葉すら出てこない。

### 戦後の評価の高まり
2013年現在、「本曲は能を代表する作品という評価が定着しているが」、このような評価が定着したのは戦後のことで、「明治時代から昭和前期には上演頻度も低く、とくに評価が高かった形跡もない」上、研究者レベルでも本曲は特に注目されていなかった。
しかし戦後になって世阿弥の真作の同定作業が進むと、昭和30年代になって本曲が真作の一つとして浮上し、1960年代になると世阿弥の代表作、晩年の到達点と見なされるようになった。
研究者達との繋がりが深かった著名な能役者観世寿夫はこうした研究者間での本曲の評価の高まりを受け、ほとんど毎年本曲を勤めるようになる。本曲の評価が高まったのは観世寿夫の影響が大きいと思われる。

## 解釈

### 人待つ女
本曲の後場の詞章
```
徒なりと名にこそ立てれ櫻花。年に稀なる人も待ちけり。かやうに詠みしも我なれば。人待つ女とも云はれしなり。

「
徒なりと名にこそ立てれ櫻花。年に稀なる人も待ちけり
」。このように詠んだのも私であり、それ故に「人待つ女」とも言われた
[
14
]
```

に登場する「人待つ女」という語が古注に典拠を持つ事が1960年代に分かると、八嶋正治、堀口廉生、西村聡といった研究者が「人待つ女」としての「不変の愛」で、「業平を一心に恋い慕う」、「純真さ」が強調され、こうした論考に沿った解釈が多数派を占めるようになり、この「人待つ女」を本曲の主題とみなすのが有力となった。ただし、「人待つ女」を本曲のごく一部の装飾とみなす立場も存在する。

なお本曲において「待つ」という語が登場する箇所はもう一つあり、それは前場冒頭で紀有常女が自身の境遇を嘆いて独りごちる下記の場面である。
```
忘れて過ぎし古を、忍ぶ顔にて何時までか待つ事なくて存へん

私も忘れていたはずの昔を、いつまでも偲んでいるありさまだけれど、ずっと人を待ち、こんな風に過ぎて行くのだろうか
[
19
]
```

こうした「人待つ女」を重視する解釈に従えば、本曲は例えば以下のように理解できる。まず伊勢物語の筒井筒の物語で、女は縁談を断って愛する男を待ち続け、結婚後も浮気する夫の帰りを待ち続けている。それゆえ能の井筒では筒井筒の物語を、愛する夫を待ち続ける物語として再解釈していると解され、待ち続ける辛さや喪失感を詠った和歌がいくつか追加されている。(和歌の節参照)
また井筒は時間の流れと逆順に構成されており、夫の死後の弔いから始まり、浮気する夫を待ち続けた話へと向かい、そして最後に物語の核心である夫との馴れ初めへと向かう。これにより物語は「夫への一途で純粋な恋の思いへと集中」してゆく。
一方で飯塚恵理人は、『冷泉家流伊勢物語抄』や『伊勢物語知顕集』といった古注を参考に、本曲が作られた当時、「人待つ女」が今日のように帰らぬ業平を「待ち続けた女」の意ではなく「待ち得たる女」（待った結果、業平が帰ってきた女）と解釈されていたと考証し、その傍証として古注の他の段を参考にする事により、当時の紀有常女像は「業平の幼ななじみであり、生涯に渡った「正妻」であり、お互いに浮気をして疎遠になったこともあったが、歌を媒介として愛情を回復し、業平と添い遂げた女性」というものであった事を考証している。
なお、室町末期の装束付には上述したいずれの解釈とも大きく異なるものがあった事が中村格により指摘されている。中村によれば前ジテに｢深井｣の面をかけ、後ジテに｢十寸髪｣（逆髪）の面をかけ、｢序の舞｣の前のセリフのところに｢カケリ｣を入れ場合によって｢序の舞｣も除き｢カケリ｣を演じることもあったという。
逆髪もカケリも狂気の女性に使われる演出であり、「狂う陶酔の姿態を現出せしところを眼目にした」曲味を窺わせ、それゆえ「今日の可憐に美化された曲趣としてではなく、より根元的な、人間の情念・  罪業の深さとでもいうべきところから発想した曲として受容されていた」のではないかと論じている。

### 真弓槻弓年を経て
本曲では伊勢物語24段から「真弓槻弓…」の歌の一部が引用されており、前述のように古注では24段の主人公夫婦は業平と紀有常女の二人と同一視されているため、24段がどの程度本曲に影響を与えているかが議論となる。
そのためにまず24段の内容を簡単に振り返ると、次のような話である。主人公の女は都に宮仕えにいったまま音沙汰がなくなった夫を待ち続けたが、3年後、ついに諦めて別の男の元へと嫁ぐ事にする。しかし嫁ぐ事が決まった日に夫が帰ってくる。事情を察した夫は身を引いて去ってしまった為、女は夫を追いかけるが、追いつく事ができないまま力尽きて死んでしまう。
こうした事実から堀口廉生は、世阿弥時代には伊勢物語の紀有常女は業平を待つ続け、その結果死んだのだと理解されていたと指摘し、堀口は24段の女は「「待つ女」として「井筒」に形象され」、本曲における「死してなお業平のおとずれを待って、みすがら形見を着して舞う女の姿を理解するには、やはり、第二四段の「待つ女」の悲しい運命を、 その一助とすべきであろう」として悲劇的な紀有常女像を提唱した。
また伊藤正義も「『伊勢物語』二三段を中心に、一七段、二四段の話を合わせて作られている」とし、23段の筒井筒の物語の後、24段にあるように「三年間の空白を桜とともに待ち。三年目の夜、業平を追って、追い続けて息絶える」のだとし、本曲の背後には、「「有常娘物語」とても言うべき、有常娘の一代記の物語が存在するのではないか」と主張した。
「この「井筒」の背景にある有常娘像は「業平を待ち続けたにもかかわらず、二人の結婚は結局のところ破綻し、死にいたるまで業平にかえりみられなかった」と言うものになり、『井筒』のシテは、このようにして死んだ過去の亡霊として業平を「待ち続け」たまま、舞台の在原寺に登場することとなる」。
一方、八寫正治や西村聡は本曲に24段の世界が投影されていると考えがたいと論じており、その根拠は「24段の悲恋の面影が「井筒」に於いては全く用いられぬ」事、24段の「真弓槻弓」の歌の一部しか本曲に引用されていない事、「男の歌であって女の歌でない」事、「二十四段の女主人公が夫に去られて死んでしまうことで、そのような劇的な、それだけで一つの戯曲が成り立つ展開を、引用された歌の一部に読み取ってよいのだろうか」という事である。
それに対し飯塚恵理人は、世阿弥当時の伊勢物語の解釈である古注の『十巻本伊勢物語抄』、『伊勢物語知顕集』、『伊勢物語愚見抄』を参考に、こうした見解に異論を唱えている。飯塚によれば、伊勢物語24段に出てくる（24段の女が）「いたづらになる」という語が通常の古文での意味「死んでしまった」ではなく、古注では「痛ましい顔になった」というふうに解説しており、24段は女の最期を語ったのではないと解釈されていたとする。同様に「真弓槻弓…」も有常娘に復縁をせまった歌と解釈されており、現在のように新しい相手と親しむように求めた歌だと解釈されていたわけではない。

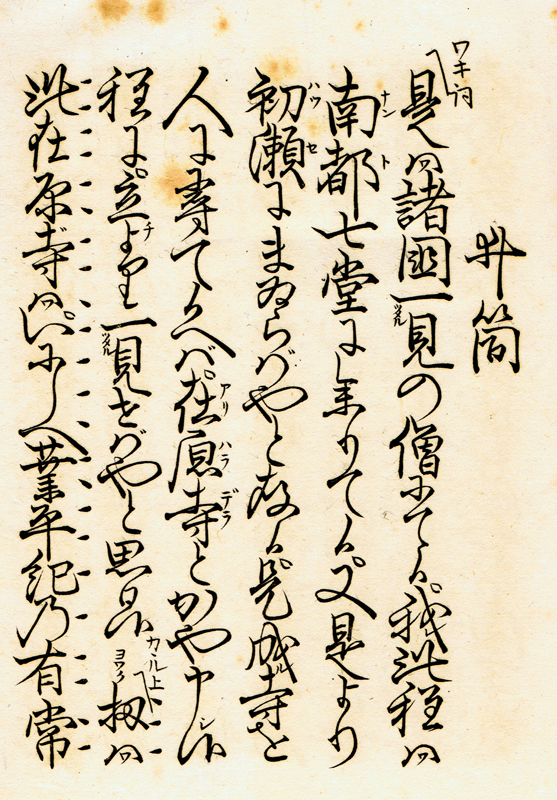
井筒の謡本

### おいにけるぞや
```
シテ「筒井筒」

地謡「筒井筒　井筒にかけし」

シテ「まろが丈」

地謡「生ひにけらしな」

シテ「おひにけるぞや」
```

本曲の末尾付近にある上記の詞章の「おひにけるぞや」の解釈が分かれている。
表章は「おひにけるぞや」を「老いにけるぞや」と校訂し、この詞章を「「生ひにけらしな」と詠んだのだったが、そうした若い頃も過ぎ、やがては年老いてしまったのであったよ」という風に紀有常女の老いの嘆きと解釈した。
一方、伊藤正義は、「おひにけるぞや」を「生ひにけるぞや」と校訂し、この詞章を「もう大きくなったようだよ、お互いに一人前の大人になったんだね、という、最も幸せだった時の回想であるべきで、ここに老いへの詠嘆の意はあるまい」と、業平と紀有常女の「お互いに生長した時期の回想」と解釈した。飯塚恵理人も、業平（に移り舞した紀有常女）が元服後の冠を被ってると解される事、他に老いを示す詞章が無い事などからこれを支持している。

## 演出

### 能面

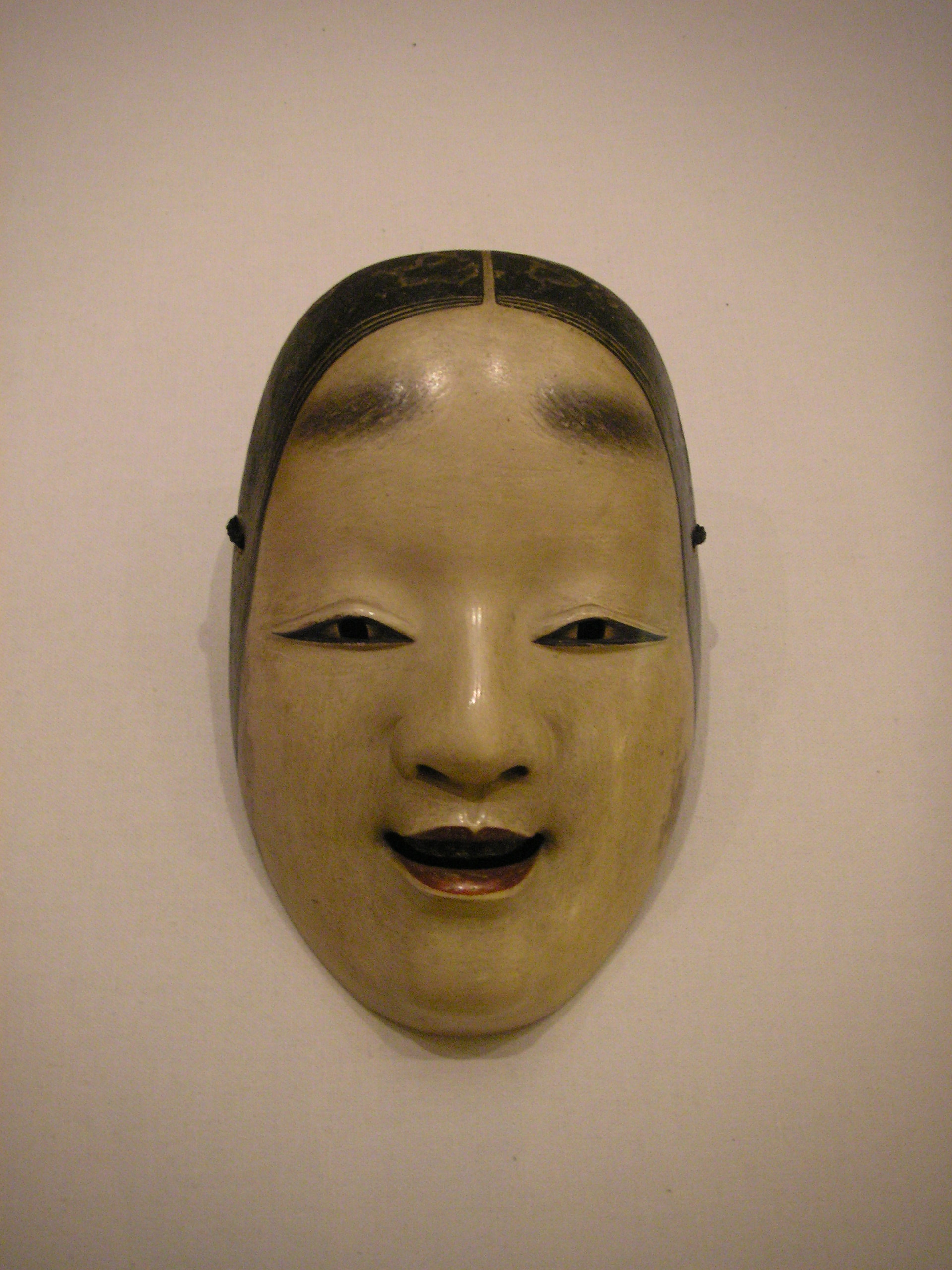
シテは若女や小面などの面をつける

前シテ、後シテともに「各流派が大切にしている若い女面を使う」。具体的には下記の通りである：
| 観世 | 宝生 | 金春 | 喜多 | 金剛   |
| ---- | ---- | ---- | ---- | ------ |
| 若女 | 増女 | 小面 | 小面 | 孫次郎 |

しかし歴史的には「室町後期から江戸初期に書かれた伝書には鬘物の前シテには「深井」をかける演出が一般的」であり、室町時代に下掛が「小面」をかけるようになった。「観世流には十世大夫重成が江戸初期の面打ち師「河内」に「若女」の面を打たせるまで、若い女性の面がな」く、「「河内」以降も観世流では「深井」にこだわりをもっていた」。
作中の「生いにけらしな、老いにけるぞや」の箇所で「生い」と「老い」をかけるが、このうち「生い」に焦点を当てるなら「小面」をかけ、「老い」に焦点を当てれば「深井」をかけるという面の選択をしていたと考えられる。これは「『井筒』という作品に漂う「待つ女」の錯綜した内面は若い姿では表せないと感じていた」事の表れであろう。

### 作り物・場面
舞台中央に薄（すすき）の穂を植えた井筒（井戸の周りの枠）の作り物を置く。この作り物は場面により業平の眠る古塚の役割も果たす。
この作り物は「竹で作った正方形の台「台輪」の四隅にやはり竹の柱を立て、その上に木製の井桁を組」む。薄は客席から見て奥の隅につけるが、右奥につけるか左奥につけるかは演者が決める事ができる。
場面は前場、後場とも大和国石上（やまとのくにいそのかみ、現在の奈良県天理市）にある在原寺の旧跡。

### 小書（特集演出）
- 物着（観世・宝生・金剛・喜多）[39]：前シテが退場せず、舞台の後見座で後シテの装束を着ける[2][40]。アイは登場せず、「物着の間、囃子方が「物着アシライ」と呼ばれる囃子を演奏する」[40]。
- 刻詰之次第（観世）[39]：シテの幕離れに大小の替手組みが入る。
- 下略之留（観世）[39]
- 三度返之次第（観世）[39]
- 彩色（観世）[39]：「いつの頃ぞや」の後にイロエが入る。形も変わる。
- 段之序（金剛・喜多）[39]
- 古比之舞（金剛） [39]

### 演じ方
いずれも「読んで楽しむ能の世界」からの重引。
- 慶長期の能役者・下間少進の『童舞抄』
  - 「名ばかりは在原寺の跡古りて」のところは「古跡を恋慕するこころを外想に顕すべし」
  - 移り舞(＝(業平を)まねて舞う事)は「男はかせ」の舞であり、「此キリ(＝終末部分)男博士、女博士まじれり」
  - 井筒をのぞきこむ部分に関して、「みればなつかしや我ながらなつかしやと云所に陰陽の見樣といふ事あり」
- 紀州藩の能役者・徳田隣忠（1679-？）の『隣忠秘抄』
  - 移り舞に関して、「男博士にする女博士なれども、跡の出羽(＝囃子の名前)より男博士にするは、昔男に移り舞といふ事なり」
  - 井筒をのぞきこむ部分に関して、「作り物の前へ行き立ち、扇を笏のやうに立て、両手に持ちて、見ればなつかしやと井の内みる」

また、名人喜田六平太(十四世)は井筒に関して「ありゃぁ、祝言の舞いだよ」と述べていた。

### その他
ワキの名ノリののち、「上歌」、「着きゼリフ」がなく、脇能に比べ略式になっている。